# Schloss Neuburg an der Kammel

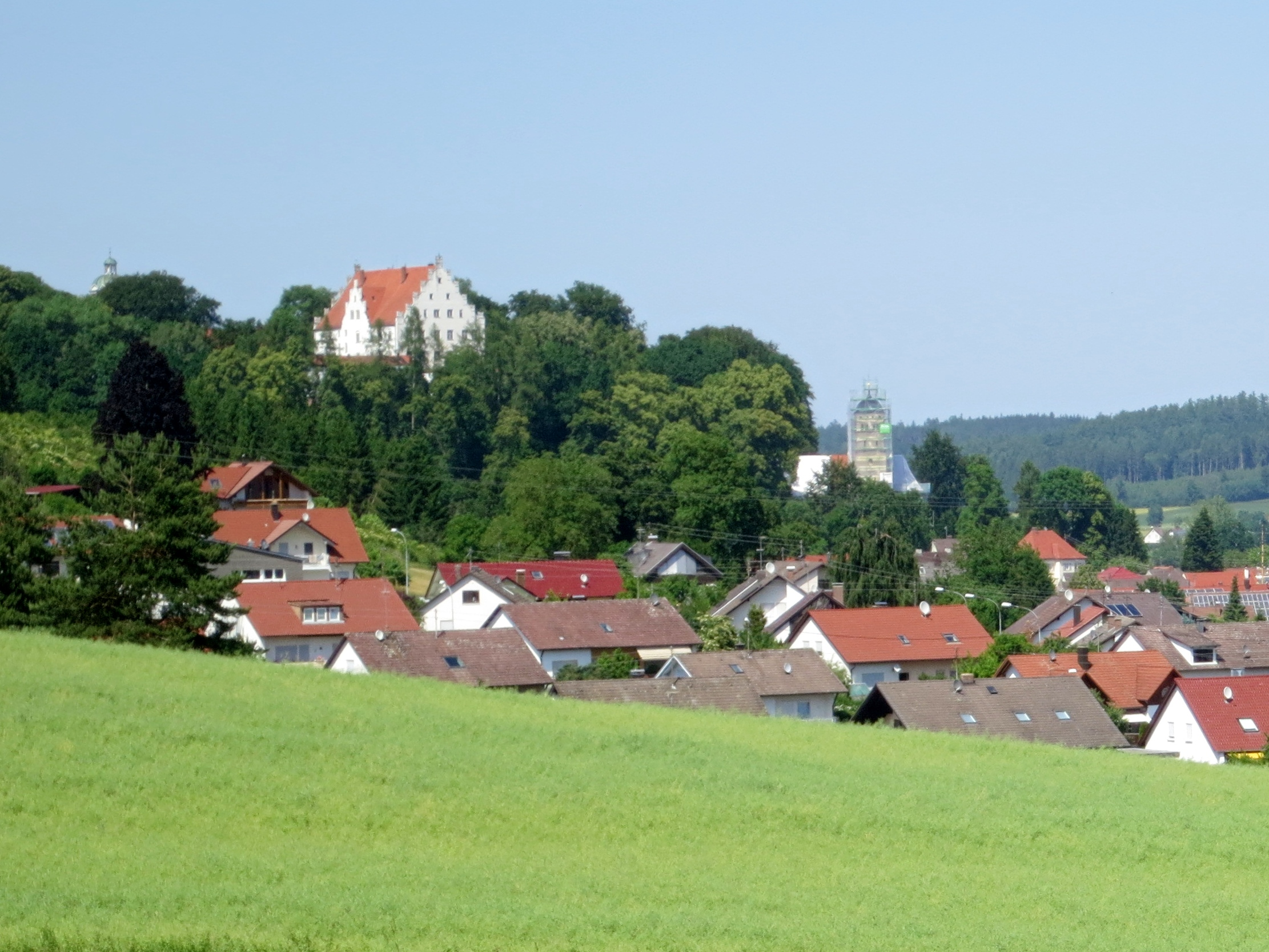
Neuburg an der Kammel

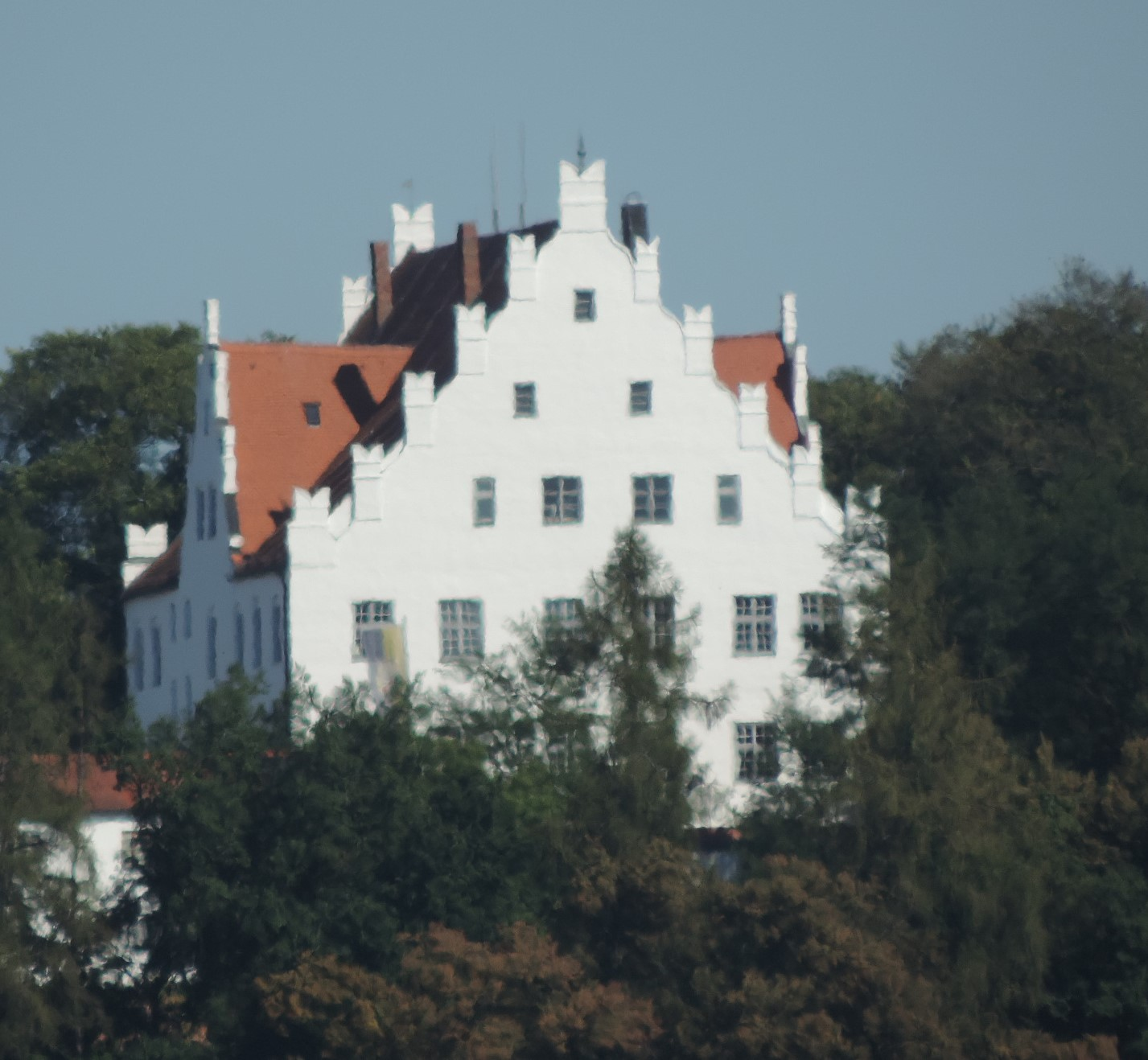
Südseite des Schlosses

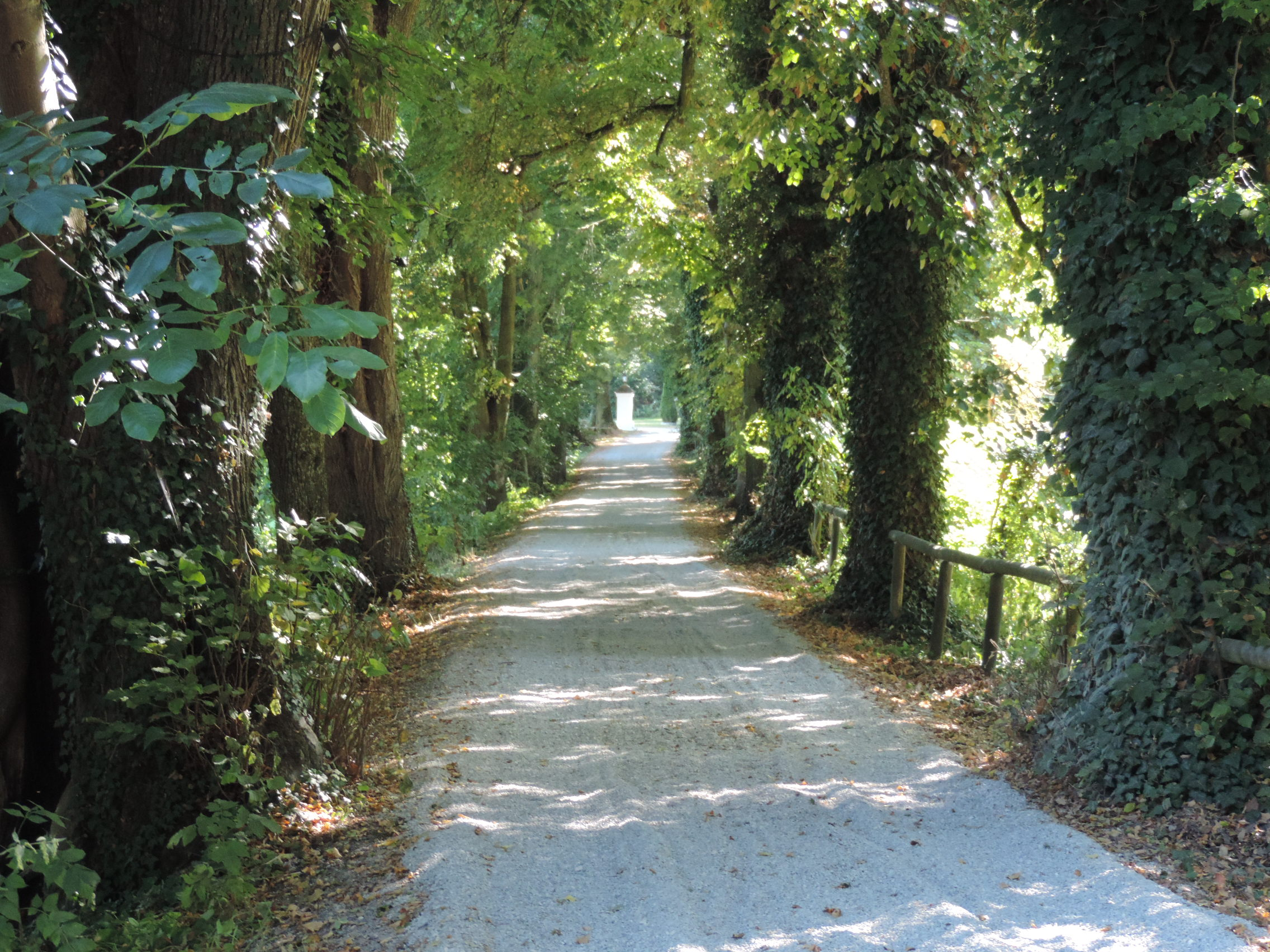
Schlossallee

Schloss Neuburg an der Kammel liegt erhöht über der Marktgemeinde Neuburg an der Kammel im Landkreis Günzburg. Zusammen mit der auf einem niedrigeren Plateau stehenden Pfarrkirche St. Mariae Himmelfahrt bestimmt der Gebäudekomplex, bestehend aus dem dreigeschossigen Hauptbau mit Satteldach und zinnenbesetztem Schweifgiebel, zweischiffiger Kapelle, Torturm und diversen Ökonomiegebäuden, das Ortsbild.

## Geschichte
Laut Inschrift über dem Spitzbogentor ließen der Patrizier Hans Christoph Vöhlin und dessen Gemahlin Veronika von Freyberg von 1562 bis 1567 das Schloss errichten. Die alte Burg wurde abgebrochen. Während des Dreißigjährigen Krieges erlitt das Bauwerk durch Brand erheblichen Schaden. Um 1658 wurde das ruinierte Schloss durch Christoph von Vöhlin im Stil der Renaissance  wieder aufgebaut. Eine weitere Modernisierung der Räume erfolgte von 1720 bis 1730. Als die Familie Vöhlin im Mannesstamm erlosch, erbten die Töchter das Schloss, die dort bis 1816 wohnten. Nachfolgend fiel das Areal an die bayerische Krone und wurde an das freiherrliche Geschlecht Aretin verliehen, das bis 1984 Eigentümer war. Nach dem Verkauf durch die Aretins wurden umfangreiche Renovierungsarbeiten durchgeführt. Seit 1998 wird die Schlossanlage als Gastronomiebetrieb genutzt.

## Baubeschreibung
Die im Stil der Renaissance erbaute Schlossanlage ist symmetrisch auf eine Mittelachse ausgerichtet. Hinter dem eingefüllten Graben befindet sich der imposante quadratische Einfahrtstorturm mit Zangenquaderkanten am Untergeschoss und einem oktogonalen Aufbau, der aus dem 17. Jahrhundert stammt. Dem Torturm ist die dreibogige Zufahrtsbrücke über den Halsgraben vorgelagert. Die unmittelbare Verbindung zum Torturm ist eine Holzbrücke, die in früheren Zeiten bei Gefahr hochgezogen werden konnte. Verschiedene Ökonomiegebäude flankieren den Schlosshof, an deren Westgiebeln jeweils ein Rundturm mit Spitzhelm steht, der wieder durch ein Mauerstück mit dem Torturm verbunden ist. Ein Gitter zwischen vier Steinpfeilern schließt den Hof gegen ein Gärtlein unmittelbar vor dem Schloß ab. Das dreigeschossige Hauptgebäude... hat an der Westseite ein exzentrisches Doppelportal zum Erdgeschoß und zum Keller. Die stichbogigen Fenster sind nicht symmetrisch verteilt. Durch einen kurzen Quergang von Westen, sowie durch ein Tor im Nordgiebel betritt man die im Mittelfeld des in Längsrichtung dreigeteilten Grundrisses liegende Einfahrtshalle. Bis auf einen sind alle Erdgeschoßräume gewölbt, die westlichen mit einer bzw. zwei mittleren Säulen. Im ersten Obergeschoss befinden sich reichlich mit Stuck oder hölzernen Kassettendecken gestaltete Räume. Demgegenüber sind die Gemächer des zweiten Stockwerks wesentlich bescheidener. In der Schlosskapelle im Erdgeschoss stehen ein Altar aus der Zeit um 1720/30, ferner zwei Seitenaltäre mit der Gruppe der Kreuzesabnahme links – ein Hauptwerk des Christoph Roth aus dem 1. Drittel des 17. Jahrhunderts – und einer bekleideten Muttergottes mit Kind aus der 2. Hälfte des 18. Jahrhunderts rechts.
Das Areal ist auf drei Seiten von einer Ringmauer umschlossen, die einen um 1567 errichteten Wehrgang trägt. Zum Hauptportal des Schlosses führt eine alte Lindenallee.